# Banco Digital de los Trabajadores
Banco Digital de los Trabajadores, Banco Universal C.A. (llamado también por su acrónimo BDT; anteriormente llamado hasta 2024 como Banco Bicentenario, Banco Universal C.A) es una institución bancaria y neobanco del Sistema Nacional de la Banca Pública, con sede en Caracas, Venezuela, es el primer neobanco de Venezuela, adscrito a la Corporación de la Banca Pública, el cual fue creado de la fusión entre el Banco de Fomento Regional Los Andes y los bancos nacionalizados Bolívar Banco, Central Banco Universal, Banco Confederado y BaNorte.[cita requerida]
El cambio de nombre y nueva imagen del banco fueron presentados públicamente el 19 de julio de 2024, donde se puso a disposición de los usuarios el nuevo sitio web y la nueva imagen del banco en sus redes sociales.

## Creación
La creación del Banco fue anunciada en el programa de televisión Aló Presidente por el presidente Hugo Chávez el 5 de diciembre de 2009. Doce días después, en la edición 39.329 de la Gaceta Oficial de la República Bolivariana de Venezuela fue publicada la Resolución 682.09 en la cual se hizo oficial este anuncio. Posteriormente, el día 12 de enero de 2010, el gobierno nacional absorbió el banco BaNorte y lo incorporó a la base de clientes del Bicentenario Banco Universal
El 10 de junio de 2016, el Banco del Pueblo Soberano pasó a formar filas dentro del Banco Bicentenario del Pueblo.[cita requerida]

## Inicio de operaciones
Entró en operaciones de manera oficial el día 16 de diciembre de 2009 y fue la respuesta gubernamental al proceso de robo y expropiación de bancos privados que se produjo a finales de noviembre de 2009, en los cuales no fueron detectadas irregularidades como el aumento de capitales sin demostrar el origen de los mismos, la transferencia de fondos de una institución a otra, negociaciones fraudulentas con el dinero de los ahorristas y escasez de liquidez para asumir sus responsabilidades.[cita requerida]
En menos de un mes, el Gobierno Nacional concluyó las gestiones por las cuales se determinó que los bancos Confederado, Central y Bolívar Banco no sufrieron los daños suficientes como para ser liquidados como sí ocurrió con el Banco Canarias y BanPro y, por el contrario, decidió unificarlos bajo la plataforma tecnológica y financiera de Banfoandes creando una nueva institución financiera que garantizara empleo a los trabajadores de los bancos nacionalizados (aproximadamente 5.878) y los ahorros de los clientes.[cita requerida]

## Estructura
La fusión comprende la desaparición de la figura jurídica de cada uno de los bancos (Banfoandes, Confederado, Bolívar y Central) y su denominación como Banco Bicentenario del Pueblo, de la Clase Obrera, Mujer y Comunas, Banco Universal C.A., el cual comenzó a operar con un total de 387 agencias, 132 taquillas externas y una red de cajeros automáticos que suma más de 1000 distribuidos en toda la geografía venezolana.[cita requerida]
Actualmente[¿cuándo?] el banco cuenta con más de 350 agencias en todo el país y con unos 6 millones de usuarios.
Como primera medida para el funcionamiento de la nueva institución bancaria, el Jefe de Estado venezolano designó, el sábado 19 de diciembre, una junta directiva provisional, conformada por Kin Len Chang de Negrón, Gustavo Torres López, Wiliam López, Carlos Velasco, Mario Erize López, Mireya Pantoja y Ana Isabel Vásquez.[cita requerida]
Simón Zerpa fue designado como presidente de la institución el 14 de septiembre de 2020, luego de ocupar el cargo de ministro del Poder Popular de Economía y Finanzas.[cita requerida]

## Identificativos

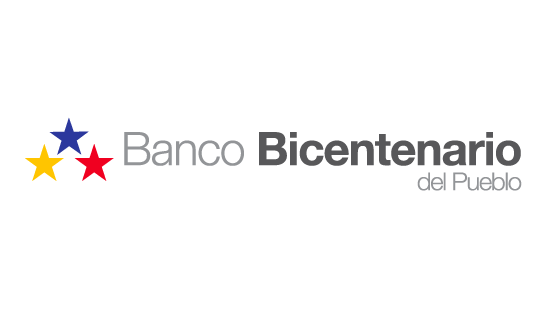
2009 - 2024
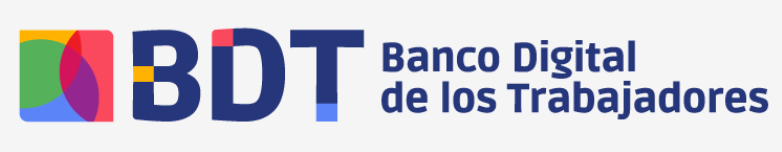
2024 - Presente